# Tampón higiénico
Un tampón es un producto de gestión menstrual que se coloca en el canal vaginal para absorber la menstruación directamente debajo del cérvix. Se extrae del cuerpo mediante un cordón. Tiene forma de tubo, con un núcleo comprimido de material absorbente, normalmente algodón y rayón, en ocasiones recubierto por una malla de material sintético para evitar el desprendimiento de fibras dentro del cuerpo. Se trata de productos desechables y las dos versiones predominantes son los tampones digitales, que se colocan con los dedos, y los modelos con aplicador. A diferencia de absorbentes externos como toallas sanitarias, permiten bañarse o nadar mientras se utilizan.
Desde la antigüedad, los primeros tampones se utilizaron tanto con fines de gestión menstrual y como anticonceptivos al embeberlos en sustancias espermicidas. Se fabricaban con materiales naturales disponibles en cada región como lana, hierba, papiro, papel, musgo, esponjas, entre otros. Los primeros modelos comerciales aparecieron en el siglo XX, y los ejemplos más famosos fueron el tampón Tampax en 1933, primero con aplicador, y a mediados de siglo la marca O.B., digital.
A fines de los años 70 y principios de los 80, marcas de tampones super absorbentes estuvieron vinculadas al síndrome de shock tóxico (SST), una enfermedad rara pero potencialmente mortal. El uso continuado por varias horas del producto, en conjunto con las fibras sintéticas con las que estaban fabricados, propiciaban la multiplicación de la bacteria staphylococcus aureus, responsable de aumentar la concentración de la toxina bacteriana en el cuerpo. Tras el pico de más de 814 casos y 34 fallecimientos en 1980, se retiraron del mercado las versiones super absorbentes, se descontinuó la fabricación con ciertos tejidos sintéticos y se estandarizaron los niveles de absorción para todas las marcas.
Utilizar modelos muy absorbentes y dejarlos colocados más tiempo que el límite recomendado son dos factores de riesgo de SST. Otros cuadros que pueden aparecer con su uso son infecciones vaginales crónicas, alteraciones del flujo, olor, picazón, abrasiones y úlceras, irritación y alergia a los componentes. El SST ya no se asocia exclusivamente al uso de tampones, pudiendo afectar a no usuarias del insumo, como así también a niños y varones.
Se estima que cien millones de mujeres utilizan tampones en todo el mundo, y que cada una consumirá un promedio de once mil unidades durante su vida. Son el producto predilecto de higiene menstrual en Europa Occidental y los Estados Unidos, mientras que en otros países su tasa de uso no supera el 4%. Sobre su impacto ambiental, un tampón de fibras naturales demorará seis meses en biodegradarse. Por otra parte, el resto de componentes de plástico y materiales sintéticos representan un problema de contaminación, se han encontrado en el estómago de aves marinas y su degradación en microplásticos afecta a la salud y medio ambiente. Los tampones constituyen el quinto mayor contaminante de playas junto con las toallas sanitarias y otros productos de higiene.

## Historia

### Antecedentes
Desde la antigüedad existen menciones de artefactos para absorber la menstruación dentro del cuerpo que se fabricaban con los materiales naturales disponibles en cada región. En muchos casos servían además como método anticonceptivo cuando se los embebía en sustancias espermicidas, y se los colocaba en el canal vaginal antes del coito. La mención más antigua de un tampón es en 1550 a. C., en el Papiro Ebers del Antiguo Egipto. Este tratado de medicina indicaba el uso de tampones de paño con acacia y miel con fines de contracepción. Para gestión menstrual, las mujeres de clases sociales altas utilizaban tampones de papiro ablandado, mientras que aquellas de clases populares los confeccionaban con caña acuática suavizada. En la Antigua Grecia, la médica Aspasia recetaba un tampón de lana humedecido en una solución de hierbas, corteza de pino, roble, mirra y vino para evitar embarazos. La lana se utilizó en la Antigua Roma y Mesopotamia; también se confeccionaban con pelo de caballo y en Asiria  podrían haberse utilizado fibras del árbol algodonero. En Japón se utilizaba papel, en Indonesia fibras vegetales, helechos en Hawái y sal de piedra con aceite en India; en África ecuatorial rollos de hierba y también esponjas, mientras que pueblos nómades se decantaban por musgo y vainas.
Las versiones más similares a los tampones modernos, compuestas de un núcleo absorbente con un cordón, aparecieron entre los |siglo XVIII y XIX en Europa. En líneas generales no se destinaban específicamente para la menstruación, y cumplían otros propósitos clínicos y de contracepción. Un ejemplo fue el registro en Francia de un médico que recetó en 1776 un tampón de lino humedecido con vinagre para contener hemorragias y leucorrea. En 1879 la publicación médica British Medical Journal describió el modelo «Dr. Aveling’s Vaginal Tampon-Tube», un aplicador para tampones que incluía un espéculo de vidrio y madera. Las primeras marcas comerciales de toallas sanitarias aparecieron en el mercado occidental en esta época. A fines del siglo XIX, los tampones se utilizaron más como un instrumento clínico, como pesarios para evitar prolapsos uterinos y vehículos para llevar medicación al cérvix y vagina, que como absorbentes menstruales.

### SigloXX
A principios del siglo XX, los tampones se utilizaban mayormente como insumo médico para tratar enfermedades. Podían fabricarse en el hogar y las enfermeras los confeccionaban en los hospitales. La edición de 1900 del diccionario médico Nurse's Dictionary of Medical Terms and Nursing Treatment Compiled for the Use of Nurses contenía una entrada que los definía como «tapones de lana antiséptica encapsulados en gasa, y utilizados para introducirse en la vagina». Incluían una cuerda para ayudar a retirarlos, y dentro de ellos se envolvía una cápsula con carbólico o timol, que se partía momentos antes de colocarlos en el cuerpo del paciente de manera que el «antiséptico permeara en todo el tapón». Para 1916 había dieciséis patentes registradas en Estados Unidos de este insumo, una de un modelo con aplicador. A fines de los años 1920 y principios de la década de 1930 irrumpieron en el mercado como productos de gestión menstrual. El médico estadounidense Earle Haas diseñó el primer tampón comercial con sistema de aplicador, que consistió en un capuchón de algodón rodeado de dos tubos telescópicos de cartón. El objetivo era evitar que la consumidora toque directamente el absorbente o sus propios genitales y, para desarrollarlo, Hass se inspiró en el uso de una esponja menstrual. En 1933 vendió la patente a Gertrude Tendrich, empresaria de Denver quien lo comercializó bajo el nombre de Tampax. Este modelo se vendía mayormente por correo y venía envuelto en un envase blanco discreto.

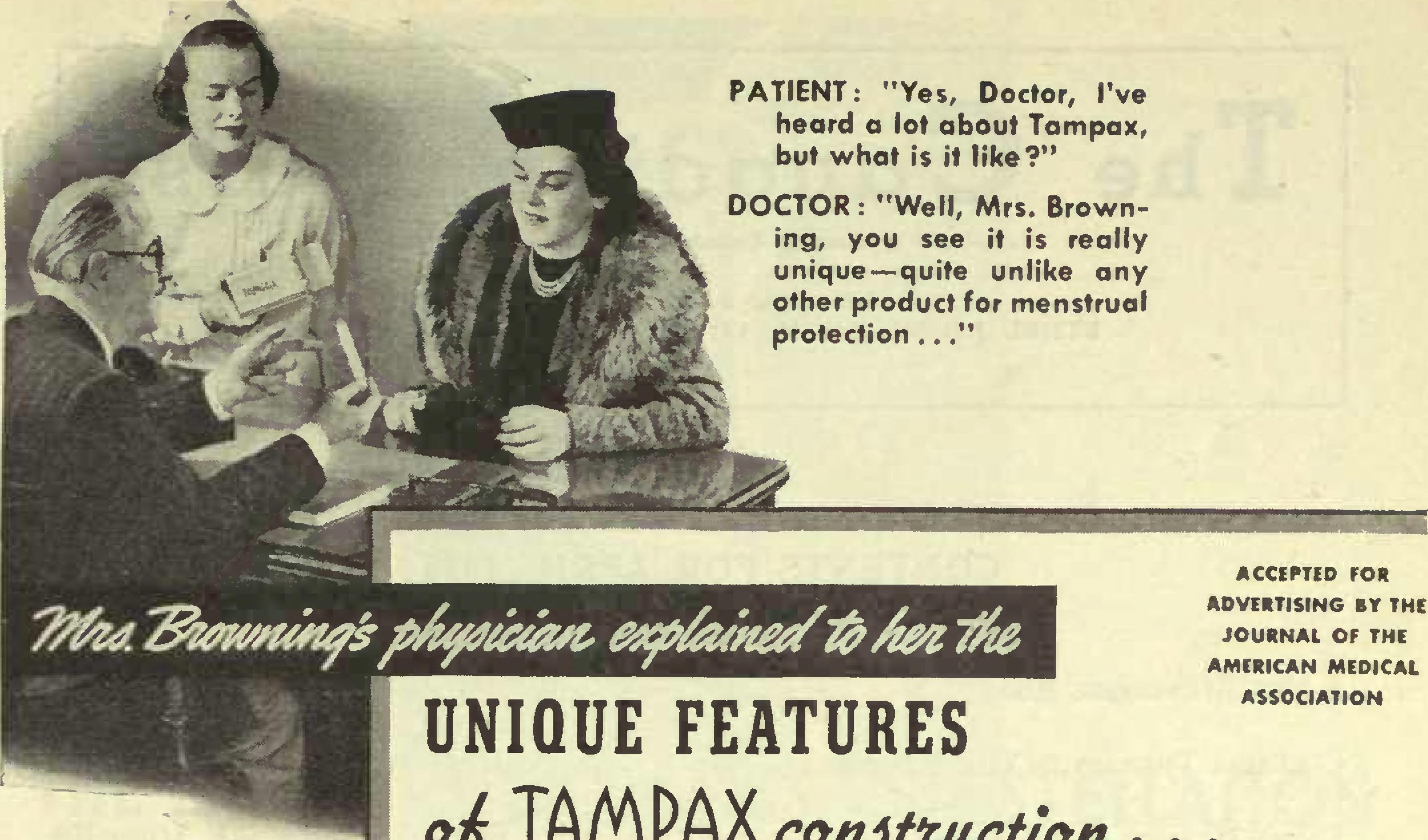
Publicidad de Tampax en la revista The Canadian Nurse (1939).

En Occidente el uso de tampones fue controversial, y literatura médica desde 1936 hasta la década de 1960 mencionaba dudas sobre la seguridad de un absorbente de uso interno, la posibilidad de que generen sepsis y «su impacto en la virginidad y sexualidad» femenina. Al tratarse de un producto insertable, sectores de la sociedad como las iglesias manifestaron su preocupación y se posicionaron en contra de su uso por creencias de que podía tener fines anticonceptivos, masturbatorios o podía «desflorar» a las mujeres.  A diferencia de toallas sanitarias que debían utilizarse en conjunto con cinturones menstruales, los tampones permitían un mayor libertad de movimiento y se convirtieron en la opción de preferencia de nadadoras, bailarinas, modelos, actrices y trabajadoras sexuales. Un porcentaje de las consumidoras prefería confeccionar ellas mismas el producto con algodón recetado por un médico o esponjas marinas recortadas. La incorporación masiva de las mujeres en el mercado laboral y su necesidad de controlar el flujo menstrual fuera de su hogar, en conjunto con el aumento de la demanda de gasas y vendajes por la Segunda Guerra Mundial, beneficiaron la adopción de este producto a gran escala.
La discreción comenzó a jugar un rol en la comercialización y en 1945 aparecieron los primeros antecedentes de tampones perfumados. Por esta época se debatió si podían comprometer la virginidad de las usuarias si afectaban la integridad del himen. Distintas marcas ofrecieron versiones lubricadas para facilitar la inserción, y en líneas generales las toallas sanitarias se consideraron la opción más adecuada para mujeres solteras. A mediados de siglo, Judith Esser-Mittag, ginecóloga alemana, diseñó el tampón O. B. El nombre derivaba del alemán ohne binde (sin almohadilla), y se componía de una capa de algodón con rayón que no requería de un aplicador. La empresa Johnson & Johnson adquirió los derechos y lo comercializó en tres tamaños y niveles de absorbencia; en las siguientes décadas continuaron trabajando junto a Esser-Mittag en el desarrollo de su modelo.
Entre los años 1960 y 1970 un nuevo panorama social relacionado con la revolución sexual y la aparición de anticonceptivos hormonales forjó nuevos hábitos de consumo en la gestión menstrual, sobre todo entre mujeres jóvenes que optaban por el uso de tampones por sobre las toallas sanitarias. El público los prefería si vestían prendas ajustadas, de color claro, trajes de baño o para nadar. A pesar de causar alergia, algunos modelos continuaron apostando por el uso de perfumes mientras que otros utilizaron fibras sintéticas más absorbentes. En los años 60, Kotex presentó un modelo que traía un palillo para la inserción, y en la década siguiente apareció el sistema de doble cuerda para extraerlos del cuerpo. En 1980 los tampones eran el producto más utilizado en Estados Unidos, acaparando del 55 % al 70 % del público estadounidense. En 1983 se incluyeron por primera vez como insumo para un viaje espacial por Sally Ride, primera estadounidense astronauta. Un comercial de 1985 de Tampax con la actriz Courtney Cox fue la primera vez que se mencionó la palabra «periodo» en televisión estadounidense.  En los años noventa, esta empresa introdujo los aplicadores de plástico y, más adelante, las versiones de bolsillo y cordones con tramas anti filtraciones. En la década de 2010 irrumpieron en el mercado marcas de tampones de algodón orgánico, con aplicadores reutilizables y que incorporaban aceite de cannabidiol para aliviar dolores menstruales. El estilo de publicidad fue mutando, de una comunicación hacia el público basada en la discreción, a mensajes más directos y explícitos.

### Síndrome de shock tóxico

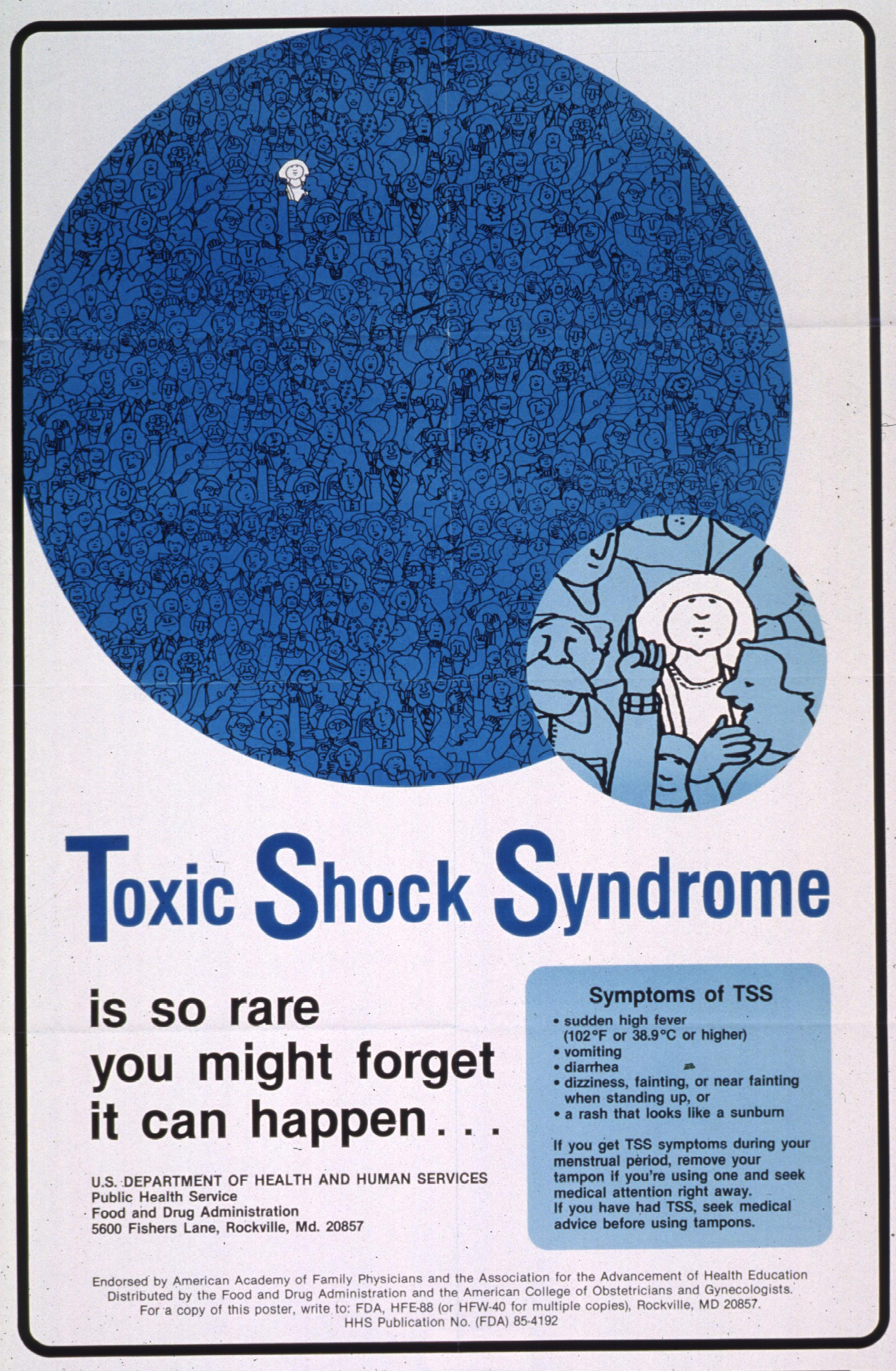
Póster de la FDA sobre el síndrome de shock tóxico. Se observan advertencias sobre su vinculación con los tampones e instrucciones ante síntomas. (1985).

En 1976, la Administración de Alimentos y Medicamentos (FDA), ente regulador de Estados Unidos, mediante la Ley Federal de Alimentos, Medicamentos y Cosméticos re categorizó al insumo de cosmético a dispositivo médico para aumentar los controles de calidad. En 1978 se describió por primera vez el síndrome de choque tóxico (SST), enfermedad potencialmente letal y vinculada en un primer momento con los tampones super absorbentes. El uso continuado por varias horas, en conjunto con las fibras sintéticas con las que estaban fabricados propiciaban la multiplicación de la bacteria staphylococcus aureus, responsable de aumentar la concentración de la toxina bacteriana en el cuerpo. El pico llegó en 1980, con 814 casos y 34 fallecimientos. El porcentaje de incidencia de SST alcanzó 6 a 12 casos cada 100 000 usuarias de tampones, y el 90 % de los cuadros estaban relacionados con el uso de la marca Rely de Procter & Gamble. Este modelo se publicitaba como capaz de absorber diecisiete veces su volumen en flujo, y se fabricaba con una esponja de poliéster y rayón de poliacrilato. La FDA se involucró en la vigilancia de las empresas estadounidenses Kimberly Clark, Johnson & Jhonson y P&G, y requirió que todos los envases lleven impreso una advertencia sobre la posibilidad de SST y la recomendación de cambiar los tampones más frecuentemente. A raíz de los hechos, las versiones super absorbentes se retiraron del mercado y se discontinuó el uso de materiales sintéticos como poliéster, carboximetilcelulosa y rayón de poliacrilato; la viscosa de rayón, por otra parte, siguió formando parte de los componentes. En 1983, cerca de 2000 casos de SST se registraron en Estados Unidos y el 80 % eran mujeres menstruantes.
Al captar todos los fluidos de la vagina, los modelos super absorbentes generaban un desequilibrio del pH vaginal y dejaban desprovista a la mucosa de su protección natural. Asimismo, existen menciones de tampones que quedaron adheridos a las paredes vaginales al absorber la humedad propia de la cavidad, y testimonios de usuarias que se provocaron heridas al intentar retirarlos. Un estudio presentado en la Conferencia sobre Menstruación en Atlantic City de 1983 planteó una correlación entre tampones, lesiones vaginales y enfermedades. En pacientes con cuadros de sangrado y flujo vaginal anormal se encontraron úlceras con restos de fibras adheridas, e inflamación aguda y crónica. Este evento propició la conformación de un sector que abogaba por al salud de las mujeres, en conjunto con las primeras demandas ambientalistas sobre la contaminación de la industria de productos de higiene femenina.
A raíz de las campañas de difusión pública, un 26 % de las consumidoras cambió de producto para su gestión menstrual. Otros sectores apoyaron el uso de métodos alternativos, considerados más «naturales», como la esponja marina. Los casos de SST fueron bajando paulatinamente y la tasa descendió a 1 de cada 100 000 mujeres menstruantes en 1986, de acuerdo con los Centros para el Control y Prevención de Enfermedades de Estados Unidos. En esta época, las campaña de publicidad de O.B. destacaba la aparente capacidad de sus materiales de expandirse en el canal vaginal previniendo fugas, y su seguridad al evitar usar fibras super absorbentes vinculadas al síndrome. En 1989, la FDA impuso un sistema unificado de nomenclatura de absorbencia para todas las marcas elaborado por la Sociedad Americana para Pruebas y Materiales.

## Producto

### Modo de uso
El tampón se coloca en el canal vaginal para absorber el flujo menstrual. Si el modelo tiene aplicador, este se introduce primero y mediante el mecanismo de tubos la usuaria lo empuja dentro del cuerpo. Los tampones se utilizan por un lapso de entre cuatro a ocho horas, y para retirarlo se tira del cordón hacia el exterior. Es un producto de un solo uso que debe descartarse en una papelera tras cumplir su función. Al momento de introducir y retirarlo del cuerpo, la usuaria deberá primero higienizar sus manos. Se recomienda utilizar el modelo con la menor absorción necesaria fin de prevenir el síndrome de shock tóxico y facilitar la colocación. Asimismo, se debe evitar tomarlo con dedos que presenten alguna infección en la piel, y si el producto cae al suelo antes de usarlo debe ser descartado.
Como va alojado en la vagina y no interfiere con la uretra, la micción es posible mientras se tiene colocado un tampón. Si el cordón se moja con orina, al ser una sustancia prácticamente estéril, solo en el caso de que la usuaria transite una Infección urinaria podría significar un riesgo. Por el contrario, si durante al defecación restos de heces contaminan el cordón, se debe descartar el insumo ya que pueden trasladar bacterias del tracto digestivo a los genitales y predisponer una infección. Patologías como vaginismo, infecciones urinarias y endometriosis pueden dificultar el uso de tampones, o lograr que su inserción cause dolor. Utilizar un talle mayor al adecuado también puede provocar incomodidad. No existen contraindicaciones de uso según la edad. Dependiendo de la anatomía de cada persona, tanto los tampones como copas menstruales pueden estirar el himen; no pueden, sin embargo, afectar la virginidad de una usuaria dado que esto último es una construcción social asociada al primer coito, y no a métodos de gestión menstrual. La pérdida de la virginidad no es un estado fisiológico.
Se deben retirar del cuerpo al momento de mantener relaciones sexuales. Experimentar penetración vaginal con el absorbente aún dentro puede empujarlo al fondo del canal y ocasionar dolor, incomodidad, hematomas y laceraciones en el cérvix; evitará la estimulación cervical y puede provocar molestias durante el sexo. De quedar atascado, o si la usuaria olvida retirarlo, incrementará el riesgo de infección vaginal y síndrome de shock tóxico. En este caso, de no poder alcanzarlo se debe acudir a un ginecólogo, que lo extraerá de manera similar a como se realiza un examen pélvico. Si se experimentó un aborto, la recomendación general es no introducirlos tras un plazo mínimo de dos semanas.
Los tampones permiten obtener células endometriales y se han empleado como método no invasivo e indoloro de diagnóstico de cáncer cervical, de ovario y endometrial, y propuestos para identificar el síndrome de Lynch. Junto con las toallas descartables podrían utilizarse para identificar cuadros de candidiasis. En 2021 en India se experimentó con fibras de algodón tratadas con la molécula L-prolina β-naftilamida (PRO), que en contacto con el flujo menstrual reacciona con una enzima presente en el hongo candida albicans y cambian de color a rosa. Estas fibras podrían funcionar como método de diagnóstico por colorimetría al adicionarse a tampones o toallas, y permitirle así a la usuaria identificar una posible infección en el hogar, especialmente en contextos con pobre acceso a información o servicios de salud. Otros modelos en desarrollo no absorberían menstruación, sino que servirían como vehículo de medicación intravaginal. Estas versiones, planificadas en una primera etapa con microbicidas para profilaxis preexposición para el VIH, se fabricarían en seda capaz de disolverse dentro del cuerpo, y servirían también a otros propósitos clínicos como prevenir embarazos y contagio de herpes.
En pacientes con incontinencia urinaria, los tampones se han introducido en la vagina para ejercer presión sobre el cuello de la vejiga y así ayudar a evitar fugas accidentales de orina. El National Institute for Health and Care Excellence no recomienda su uso para este fin. En la red social Facebook circuló un posteo que afirmaba que tampones podían utilizarse para interrumpir hemorragias, como aquellas causadas por apuñalamiento. Esto fue desmentido al demostrar que, si bien podrían absorber cierto volumen de sangre, no están diseñados para bloquear efectivamente una ruptura de vasos sanguíneos y, por el contrario, podrían empeorar el cuadro.

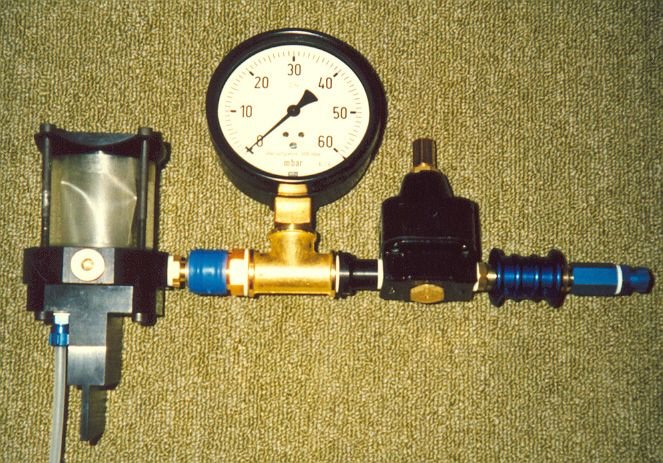
Syngina, también llamada «vagina sintética», máquina para el cálculo de absorbencia de tampones.

### Diseño, materiales y fabricación
Los tampones comerciales se componen de un núcleo comprimido de material absorbente, normalmente algodón y rayón, en ocasiones recubierto por una malla de material sintético para evitar el desprendimiento de fibras dentro del cuerpo. El cordón de poliéster o polipropileno se utiliza para extraerlo del cuerpo. Otras versiones se decantan por el algodón orgánico como componente principal. Hay tampones sin aplicador, que se introducen con los dedos, y otros que incluyen un aplicador de cartón o plástico compuesto de dos tubos telescópicos, con un extremo redondeado y una superficie externa suave para facilitar la inserción.
En un principio, para convertir las fibras de celulosa en rayón se les aplicaba un blanqueamiento con cloro. Este proceso generaba  dioxinas como subproducto, por lo que cayó en desuso. En Estados Unidos se evita el cloro elemental o se opta por peróxido de hidrógeno como agente blanqueador (proceso totalmente libre de cloro). En la elaboración también se utilizan sulfato de sodio e hidróxido de sodio, y antes de la venta los tampones se esterilizan con óxido de etileno. Algunos modelos presentan fragancias.
La Organización Mundial de la Propiedad Intelectual los categoriza como dispositivos clase cinco junto a otros productos de higiene personal que no sean de tocador. Los grados de absorbencia de los tampones corresponden a la cantidad de flujo menstrual que pueden contener. Su categorización depende del país o región. En Estados Unidos la FDA, mediante la  Sociedad Americana para Pruebas y Materiales impuso un sistema unificado. La Asociación Europea de Desechables y No Tejidos (EDANA) elaboró una escala de valores expresados en símbolos de gotas: a mayor cantidad, más fluido es capaz de retener. Se utilizó la máquina syngina que reproduce las condiciones de la vagina y calcula los grados de absorción. En Reino Unido, la Asociación de Fabricantes de Productos Absorbentes de Higiene (AHPMA) elaboró un Código de prácticas sobre tampones y el marcado es voluntario, con la recomendación de seguir los lineamientos de EDANA. Tampax utiliza en conjunto un sistema de colores.
La empresa suiza Ruggli es dueña del mayor porcentaje de máquinas para la elaboración de tampones, y cerca del 50 % de la producción mundial se realizan con su tecnología. En Europa, los principales polos productivos se encuentran en España y Eslovenia. Por otra parte, Tampax tienen sus propias maquinarias y fábricas.
| Fluido (en gramos) | Valor de absorbencia | Valor de absorbencia | Dos talles de tampón.Etiqueta de producto en chino. Dos gotas indican hasta 9 gramos. |
| Fluido (en gramos) | Estados Unidos       | Europa (EDANA)       | Dos talles de tampón.Etiqueta de producto en chino. Dos gotas indican hasta 9 gramos. |
| Hasta 6            | Liviano              |                      | Dos talles de tampón.Etiqueta de producto en chino. Dos gotas indican hasta 9 gramos. |
| 6 a 9              | Regular              |                      | Dos talles de tampón.Etiqueta de producto en chino. Dos gotas indican hasta 9 gramos. |
| 9 a 12             | Super                |                      | Dos talles de tampón.Etiqueta de producto en chino. Dos gotas indican hasta 9 gramos. |
| 12 a 15            | Super Plus           |                      | Dos talles de tampón.Etiqueta de producto en chino. Dos gotas indican hasta 9 gramos. |
| 15 a 18            | Ultra                |                      | Dos talles de tampón.Etiqueta de producto en chino. Dos gotas indican hasta 9 gramos. |
| Mas de 18          | —                    |                      | Dos talles de tampón.Etiqueta de producto en chino. Dos gotas indican hasta 9 gramos. |

#### Versiones alternativas
Existen modelos reutilizables de tampones confeccionados artesanalmente con hilos de algodón tejidos con agujas o ganchillo. No se encuentran regulados por organismos como la Administración de Alimentos y Medicamentos (FDA) de Estados Unidos, que desalienta su uso por la posibilidad de que causen infecciones. Otros modelos disponibles son los tampones de esponja. Estos pueden ser reutilizables hechos con esponjas marinas, un animal filtrador, o descartables, fabricados en materiales blandos  como espuma de poliuretano. A diferencia de los tampones rígidos de algodón, ambos tipos son compatibles durante el coito.

## Seguridad

### Salud
El síndrome de choque tóxico (SST), causado por el incremento de la toxina bacteriana en el cuerpo y descrito por primera vez en 1978, es una enfermedad rara y potencialmente fatal, que estuvo asociada al uso de tampones de alta absorbencia de fibras sintéticas. Las causas del síndrome no se circunscriben únicamente a los absorbentes y cualquier persona, independientemente de su edad o sexo, puede verse afectada. La tasa más actual en Estados Unidos combina la totalidad de casos y es de 1 cada 100 000 personas, sin un porcentaje asociado específicamente a los tampones. En las usuarias del producto afecta mayoritariamente a menores de treinta años, y la recurrencia es mayor en aquellas que vuelven a utilizarlos en los cuatro meses posteriores a sufrir un cuadro. La mortalidad es menor al 3 %. Nuevamente se aconseja el uso de productos de menor absorción posible y cambiar el modelo según el volumen de sangrado (utilizar modelos livianos o regulares los días de menor flujo y cambiarlos antes de que queden completamente saturados).

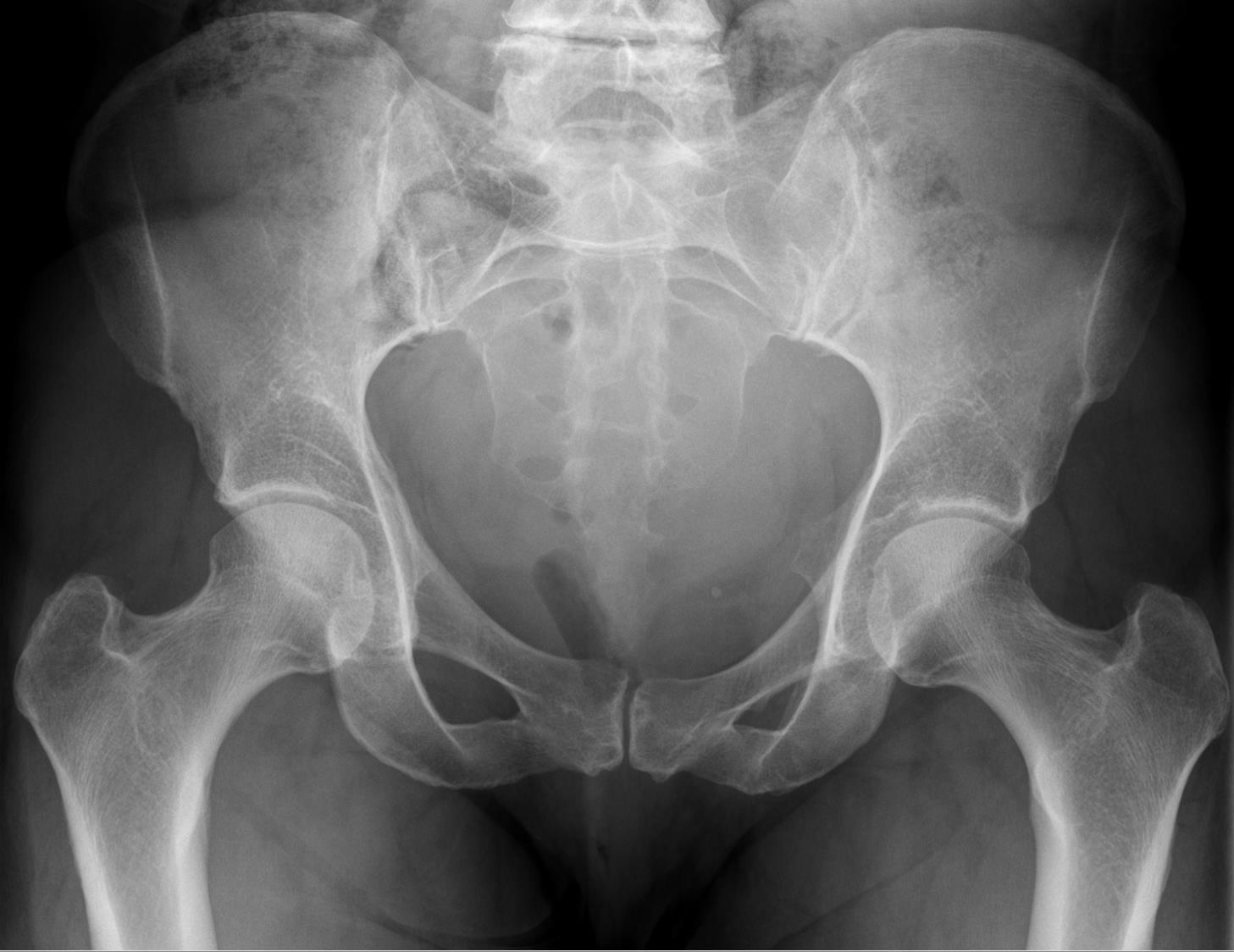
Tampón visible en una radiografía.

Como el tracto vaginal posee una lubricación y microbiota natural, una capacidad de absorción excesiva de los tampones puede alterar estos niveles y promover la aparición de infecciones vaginales crónicas, alteraciones del flujo, olor, picazón, pequeñas abrasiones y úlceras, como así también causar irritación por desprendimiento de pequeñas fibras en el interior de la vagina. La recomendación general para prevenirlo es optar por el modelo con menor absorción posible y utilizarlo únicamente los días de mayor volumen de menstruación. Si se utilizan para gestionar otros fluidos vaginales y sangrados inusuales pueden generar úlceras.  Las fragancias incluidas en algunos tampones pueden desequilibrar el pH vaginal, aumentar el riesgo de SST, provocar vaginosis bacteriana, reacciones alérgicas, irritación dérmica, exponer a las usuarias a neurotoxinas y ftalatos, y actuar como interruptores endócrinos. El bisfenol A está presente en los aplicadores. Alergias al producto también son posibles, particularmente por acción residual de químicos o perfumes.
Desde 1998 circularon en internet rumores sobre fabricantes adicionando asbestos en los tampones con el fin de generar mayor volumen de sangrado y aumentar las ventas. La fuente de esta afirmación fue un correo electrónico firmado a nombre de Donna C. Boisseau, una supuesta profesional cursando un doctorado en la Universidad de Colorado. El mensaje llevaba la firma de Stephanie Baker, asistente de la doctora Benita S. Katzenellenbogen, del Departamento de Fisiología Molecular e Integrativa de la Universidad de Illinois en Urbana-Champaign. El sitio web Snopes investigó el caso y no pudo confirmar que Boisseau fuera una persona real. Se contactaron a su vez con Katzenellenbogen, quien desmintió su vinculación con la supuesta contaminación de los tampones y afirmó que el asunto se trató de un error de Baker. Cuando su asistente recibió por primera vez esta cadena de correos electrónicos, la reenvió a otros contactos sin percatarse que al hacerlo había adosado su firma al final del texto original en la que figuraba como asistente de la doctora Katzenellenbogen junto a su institución académica. Este detalle dotó al mensaje original con una cuota de veracidad y logró que la información se tome como cierta, al interpretarse que la doctora y la universidad respaldaban el email. La Administración de Alimentos y Medicamentos (FDA) recibió una serie de denuncias con base en esta supuesta afirmación. Tras revisar los informes de ingredientes, desmintió el uso de asbestos en tampones y no halló evidencia de contaminación en las inspecciones que llevó a cabo en las fábricas en Estados Unidos. Tampoco recibió reportes de aumento de sangrado menstrual con el uso del producto. El tema se asume como un hoax que circuló primero por correo y en 2015 volvió a difundirse en la web.

### Regulación
La Administración de Alimentos y Medicamentos (FDA) de Estados Unidos regula los tampones descartables como producto médico clase II con preaviso de venta.  Su proceso de blanqueamiento debe estar libre de cloro elemental para reducir la emisión de dioxinas, y el ente requiere a los fabricantes vigilar los niveles de emisión de este contaminante, aunque los resultados no están disponibles para el público. En la década de 1980 estandarizaron los rótulos de absorbencia para que sean consistentes en todas las marcas. Complementariamente, advertencias sobre la posibilidad del síndrome de choque tóxico deben ser visibles en los envases.
En la mayoría de los países los fabricantes de productos menstruales no están obligados a publicar la lista de ingredientes. En 2015 el colectivo ecofeminista Women's Voices for the Earth realizó una manifestación frente a las oficinas de P&G en Estados Unidos, el fabricante con la mayor cuota del mercado de productos de higiene menstrual en ese país, exigiendo que se libere la lista de los ingredientes de tampones, toallitas húmedas y toallas sanitarias. Como consecuencia, tanto la empresa como su principal competidor Kimberly-Clark (Kotex) publicaron los componentes principales. En 2017 el gobierno de este país promulgó el Acta Robin Danielson, que establece la investigación del impacto en la salud de dioxinas, fibras sintéticas, fragancias, tintes y conservantes hallados en productos de higiene femenina.
Las dioxinas son el subproducto del procesamiento de las fibras de celulosa para fabricar el rayón, componente del núcleo absorbente de los tampones. En un principio, este contaminante estaba directamente relacionado al blanqueamiento por cloro de la fibra, método que ha sido reemplazado con el tiempo por la purificación libre de cloro elemental y blanqueamientos mediante peróxido de hidrógeno. Los niveles de dioxinas aún presentes en un tampón son de 0,1 a 1 parte por billón; la cantidad medida en aquellos fabricados 100% de algodón es similar a la presente en modelos de fibras mixtas con rayón. La Administración de Alimentos y Medicamentos (FDA) de Estados Unidos concluyó que esta cantidad «es muchas veces menor que la presente normalmente en el cuerpo y otras fuentes ambientales», mientras que se ha indicado que está muy por debajo de las encontradas en alimentos. Otras posturas señalan que las trazas de dioxinas son una fuente de preocupación ya que entran en contacto directo con el tejido vaginal, cubierto de membranas mucosas permeables los órganos reproductivos. A su vez, no se contempla el impacto acumulativo del contaminante en el cuerpo tras el uso de cerca de 12 000 unidades a lo largo de varios años.
En toallas descartables y tampones se han encontrado compuestos carcinógenos, de toxicidad reproductiva, interruptores endócrinos y neurotoxinas. Los niveles figuraron dentro de los parámetros aceptables de exposición, pero su presencia en los productos ha generado preocupación en algunos sectores ya que no aparecen en las listas de ingredientes. Entre estos se encuentran el cloroformo y cloroetano (agentes carcinógenos), estireno (interruptor endócrino y posible carcinógeno), acetona (irritante), compuestos orgánicos volátiles, ftalatos, sumando hasta veinte sustancias químicas no declaradas por fabricantes. Se registraron trazas del herbicida glifosato (interruptor endócrino y posible carcinógeno) e insecticidas piretroides (neurotoxinas), posibles residuos de la elaboración con algodón. El ácido aminometilfosfónico (AMPA), subproducto de la degradación del glifosato, también se halló en algunas muestras. El Programa de las Naciones Unidas para el Medio Ambiente pidió mayor investigación sobre los riesgos en la salud por la exposición a toxinas absorbidas mediante las membranas mucosas de los genitales. Asimismo, afirmó que no se conocen las consecuencias de una exposición a bajas dosis de ftalatos, bisfenoles y residuos de pesticidas hallados en tampones, ni su potencial acumulativo o por combinación.

## Mercado

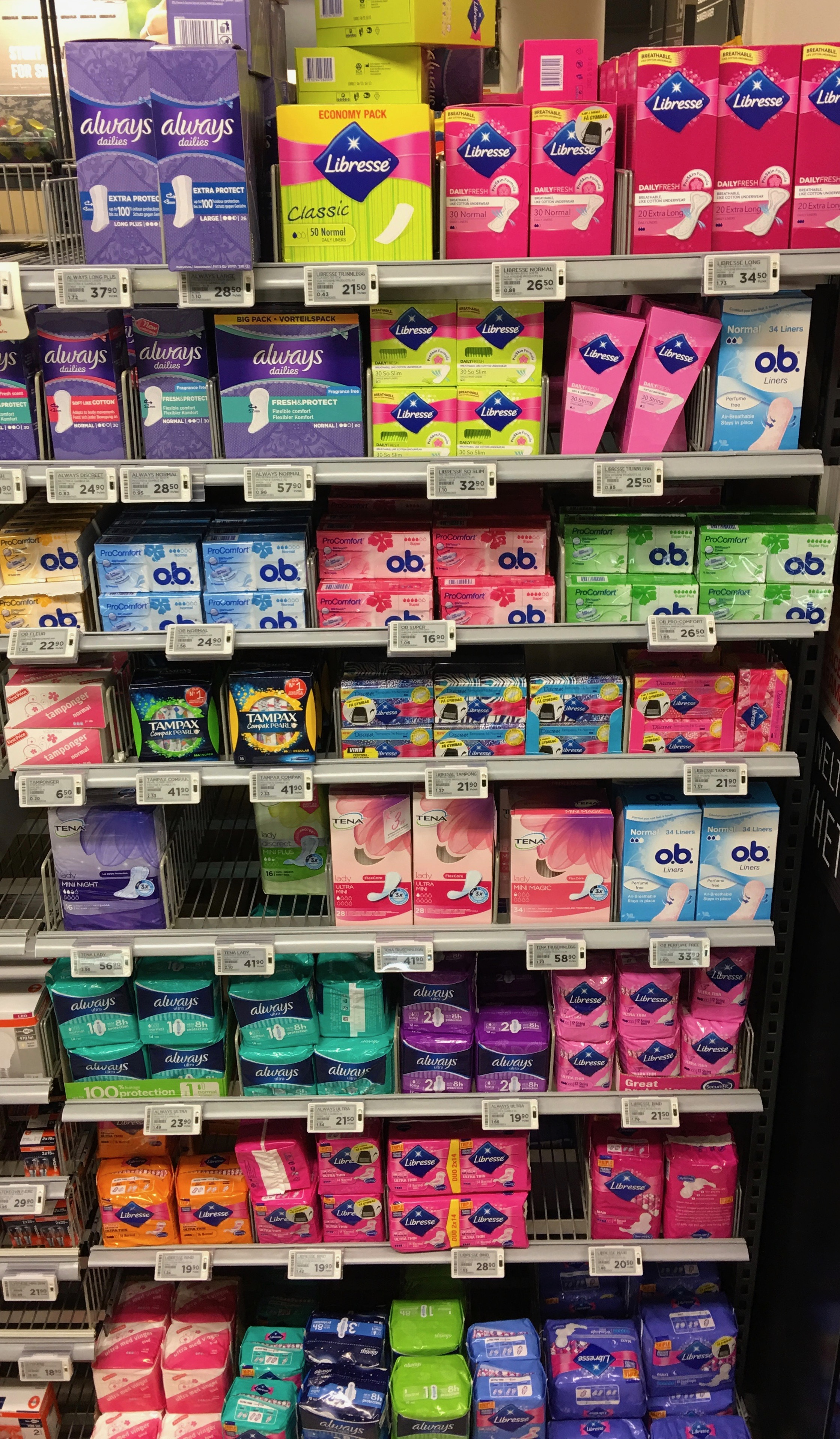
Góndola de supermercado con distintas marcas de tampones y toallas sanitarias

Se estima que cien millones de mujeres utilizan tampones alrededor del mundo, y que cada una consumirá un promedio de entre 11 000 a 16 000 unidades durante su vida menstrual. Son el producto de gestión menstrual predilecto en Europa Occidental y los Estados Unidos, con cerca de un 70 % de usuarias. En 2018 solo Estados Unidos consumió la tercera parte de la producción mundial de tampones. En contraposición, el porcentaje de uso en China es del 2 %. En países de bajos ingresos la tasa varía del 1 % al 4 %. Factores culturales condicionan el acceso de estos absorbentes internos por temores de que su colocación desgarre el himen y comprometa la virginidad de la usuaria.Para UNICEF esto constituye un mito que debe ser abordado con educación y discusiones en torno a percepciones personales; de acuerdo con la agencia, el acompañamiento inicial mejora la percepción de la tampones y copas menstruales. A su vez, estudios sobre gestión menstrual demostraron que la educación logró que las participantes superen el escepticismo inicial y contribuyó a la aceptabilidad de estos productos insertables.
El consumo global de tampones ha declinado en los últimos años, con un pico de 17 mil millones de cajas vendidas en 2007, a 15,9 mil millones en 2018. Las causas se deben a la disponibilidad de otros productos de gestión menstrual, el cese de la menstruación por consumo de anticonceptivos, más información disponible, preocupación del público sobre los ingredientes y por nociones de sustentabilidad.

## En la cultura
La discreción en el uso del producto es uno de los aspectos que marcó su diseño y comercialización. Desde la manera en la que podían adquirirse en las tiendas en la década de 1920 sin nombrarlos expresamente, hasta la presentación de un empaque por parte de Kotex en 2013 fabricado en plástico suave, orientado a disminuir el ruido y disimular su sonido al abrirlo en un baño público. Desde el feminismo se encuentran posturas encontradas sobre la irrupción de toallas y tampones en el mercado. El movimiento de la segunda ola encontró en los tampones una forma de autonomía, a la vez que denunció que el insumo favorecía la ocultación de menstruación en el espacio público. Se sostiene que con la incorporación de la mujer a la fuerza laboral, estos productos buscaron adecuar las necesidades fisiológicas femeninas a entornos dominados por normas «patriarcales» y rutinas de varones. Anuncios de Tampax en 1944 destacaban su capacidad de reducir el ausentismo laboral de las trabajadoras de las fábricas. Por otro lado, se afirmaba que estos insumos desechables le permitieron a más mujeres disponer del tiempo que antes utilizaban para confeccionar y lavar los paños menstruales. La tercera ola del feminismo se decantó por un activismo menstrual de bases anticonsumistas y ambientalistas, logró apelativos como movimiento «anti tampón» mientras pregonó el uso de productos alternativos para la gestión menstrual.
Un tampón apareció en la portada de la edición del 7 de febrero de 1995 del periódico The Village Voice de Nueva York. La fotografía mostraba el cordón del absorbente colgando de la entrepierna de una mujer desnuda, y acompañaba una nota sobre los peligros del síndrome de shock tóxico y las dioxinas. La imagen probó ser demasiado controversial para el público, que reaccionó de forma negativa ante la exposición del producto en uso.
El impuesto al tampón refiere al valor añadido de los productos de gestión menstrual en el mercado. El término no es una designación oficial, y es utilizado como forma de protesta por sectores que consideran injusto que estos insumos no cuenten con una exención de impuestos como otros considerados de primera necesidad.

## Impacto ambiental
En algunos países como Argentina la producción de tampones y toallas se realiza primero mediante el desmonte de un sector de selva autóctona para dar paso al monocultivo de pino, del cual se extrae pasta fluff de celulosa como materia prima; esta representa el 60 % del peso de estos insumos y al año son 10 140 toneladas de pasta utilizadas en el país para ese fin. Un individuo puede producir cerca de 200 kg de residuos menstruales, cifra que combina toallas, tampones y aplicadores. En promedio utilizará entre 11 000 a 16 000 tampones durante su vida, y la huella de carbono anual de estos asciende a 5.3 kg CO2eq por persona. Cerca del 6 % del producto es plástico. Los microorganismos no desintegran las fibras sintéticas y los envases plásticos. Aquellas de origen natural como el algodón pueden tardar un plazo de seis meses en degradarse. Si los residuos se entierran en vertederos, la falta de oxígeno impediría este proceso y además evitaría que materiales como el polietileno se fotodegraden. Los aplicadores de plástico pueden reciclarse, aunque a menudo no son aceptados por cuestiones sanitarias.
Los análisis de ciclo de vida (ACV) de las toallas desechables y tampones arrojaron que su impacto ambiental es similar y proviene mayormente de la extracción de materias primas, procesos de fabricación y los envases. Estos últimos representan del 70 % al 95 % del impacto, mientras que el producto en sí alcanza del 4 % a 17 %. El rayón es el componente de los tampones con mayor costo ambiental y las categorías del ACV que registraron niveles significativos de impacto fueron agotamiento de los recursos, potencial de cambio climático por emisiones biogénicas y toxicidad humana (no cancerígeno). Los niveles de acidificación y ecotoxicidad son similares con las toallas. No se contempló la incidencia de los compuestos carcinógenos, de toxicidad reproductiva, interruptores endócrinos y neurotoxinas hallados por la ausencia de datos sobre la identidad específica de cada uno, su cantidad y la toxicidad que podrían alcanzar en el medio ambiente.
El tratamiento final de los residuos menstruales depende de la legislación de cada país. Una vez usados, los tampones contienen restos biológicos susceptibles de contener patógenos. En algunos países como Canadá los aplicadores ya utilizados se consideran residuos patogénicos, por lo que no pueden ser reciclados. La incorrecta evacuación de toallas sanitarias, tampones y aplicadores mediante el inodoro genera un problema de saneamiento urbano de la red de saneamiento y traslada los residuos al mar. Este comportamiento de los consumidores está directamente vinculado a la percepción de que el desecho de esta forma es más «higiénico» a la vez que más «discreto» que utilizar un cesto de basura. Al mismo tiempo, ideas relacionadas con la vergüenza menstrual motivarían que el consumidor se deshaga del producto de esta manera.
Un informe de la Comisión Europea sobre el impacto de los plásticos de un solo uso determinó que los residuos higiénicos, entre los que se incluye tampones y toallas sanitarias, constituye el quinto mayor contaminante de playas y son una amenaza para la vida y ecosistemas marinos. La organización Marine Conservation Society publicó que en promedio existen nueve aplicadores de tampones por kilómetro de playa en el Reino Unido, y sus restos se hallaron en el estómago de aves marinas. Expuestos a la luz solar se degradan en microplásticos, lo que también afecta al medio ambiente y a la salud.